# Roztwór nienasycony
Roztwór nienasycony – roztwór, w którym w danej temperaturze można rozpuścić jeszcze pewną ilość danej substancji, czyli roztwór, który nie jest roztworem nasyconym.